# ЗАКА
ЗАКА (ивр. זק"א‎, сокращение от ивр. זיהוי קורבנות אסון‎: опознание жертв катастроф, англ. ZAKA) — израильская общественная организация, объединяющая добровольные спасательные группы, каждая из которых работает в своём полицейском округе страны (для Центрального округа таких групп две, в связи с большей плотностью населения и застройки). Несмотря на добровольный характер её формирования, организация официально признана государством и действует в соответствии с информацией о чрезвычайных происшествиях, получаемой от полиции и других силовых органов.
Добровольцы ЗАКА (большинство которых составляют ортодоксальные евреи) помогают персоналу машин скорой помощи Маген Давид Адом, участвуют в опознании жертв терроризма, дорожно-транспортных происшествий (ДТП) и других несчастных случаев, в том числе когда приходится проводить сбор частей человеческих тел и пролитой крови, необходимых для достойного погребения погибших. Они также оказывают первую помощь пострадавшим, участвуют в проведении спасательных операций и поиске пропавших, в том числе и в поисково-спасательных операциях за пределами Израиля.
Полное название организации: «ЗАКА — поиск, вызволение и спасение — истинное бескорыстие» (ивр. זק"א — איתור חילוץ והצלה — חסד של אמת‎).
Основатели и добровольцы ЗАКА предпочитают это полное название как для названия самой организации, так и для её деятельности («хесед шель эмет» — истинное бескорыстие, последняя дань умершему) потому, что одной из их целей является то, чтобы тела жертв, в том числе и терактов-самоубийств, могли быть погребены в соответствии с их религиозной принадлежностью; евреев — в соответствии с Галахой, неевреев по усмотрению их семей, которым передаются тела погибших. Выражение «хесед шель эмет» имеет в виду, что сделать добро умершему — это истинное благое дело, потому что объект помощи не сможет отблагодарить жертвующего за то, что для него сделано.
Организация начала свою деятельность в 1989 году, и в 2010 году в её составе было 1500 добровольцев. Работа ЗАКА заслужила широкое признание как в Израиле, так и за его пределами.

## История образования организации

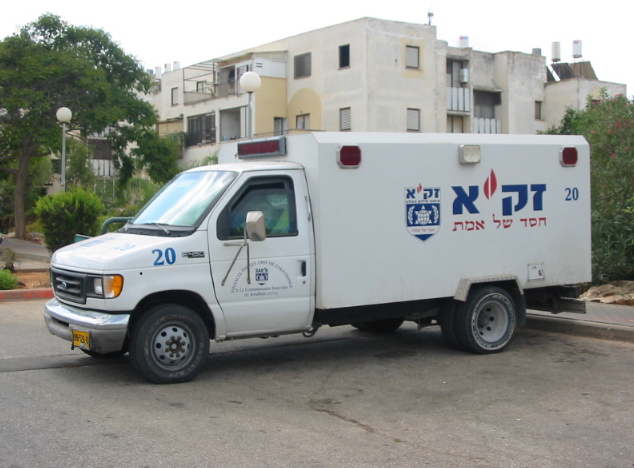
Бронированный автомобиль скорой помощи для работы в Иудее и Самарии

Началом создания организации стало формирование группы добровольцев во главе с раввином Элазаром Гельбштейном для помощи в сборе останков жертв теракта в автобусе 405 Тель-Авив — Иерусалим в 1989 году, в котором погибло 16 человек и более 27 были ранены. Её последовательницей стала «ЗАКА», созданная в начале 1990-х гг. как некоммерческая общественная организация. В эти годы сформировались её иерусалимская группа под руководством Йехуды Меши-Захава и раввином Моше Эйзенбахом, и тель-авивская во главе с раввином Цвикой Розенталем.
В 1995 году новая организация была официально признана израильским правительством и стала работать в плотном контакте с полицией в опознании жертв терактов и чрезвычайных происшествий.
Деятельность организации «ЗАКА» стала особенно востребованной с сентября 2000 года после начала интифады Аль-Акса во время серий взрывов террористов-смертников, после которых тела погибших израильтян приходилось собирать по частям вокруг места взрыва.
В 2004 году группа добровольцев «ЗАКА» прилетела в Гаагу (Нидерланды) к зданию международного суда ООН с останками автобуса № 19, разрушенного в результате взрыва террориста-смертника в Иерусалиме 29 января 2004 года. Только в этом теракте погибло 11 человек, более 50 были ранены, из них 13 тяжело. Впоследствии этот автобус был перевезен в Вашингтон, где демонстрировался вместе с портретами 950 израильтян, погибших к тому времени в результате терактов с начала интифады, с тем чтобы побудить правительство США к действиям против палестинского террора. Позже он был показан также в ряде американских университетов.

## Организация
В 2010 году в составе организации ЗАКА было 1500 добровольцев, координирующих свою деятельность с государственными органами в случаях неестественной смерти в результате терактов, дорожно-транспортных происшествий, убийств и самоубийств. Эти добровольцы проходят профессиональную подготовку в качестве парамедиков (фельдшеров) и готовы к оказанию первой помощи круглосуточно в течение всех дней недели. Если спасти пострадавшего не удаётся, принимаются необходимые меры для достойного его погребения.
В составе организации также работают группы добровольцев из числа бедуинов (большей частью в Негеве), мусульман и друзов (в основном, в Галилее) для оказания помощи жертвам соответствующего сектора нееврейских граждан Израиля. В соответствии как с еврейскими, так и мусульманскими религиозными законами, при подготовке к захоронению умерших должны приниматься особые меры, в том числе максимально возможная целостность тела и сбор пролившейся крови. Эти подразделения также работают и в тех случаях, когда это не могут делать религиозные евреи, соблюдающие еврейскую субботу (Шаббат) и праздничные дни, поскольку они могут нарушать святость этих дней для спасения жизни («пикуах нефеш»), но не иметь дело с умершими.

## Участие в поисково-спасательных операциях за пределами Израиля
В конце 2004 — начале 2005 г. добровольцы организации участвовали в проведении спасательных работ в Таиланде, Шри Ланке и Индонезии после подводного землетрясения в этом районе Индийского океана.
Там их называли «командой, которая спит с мертвыми», потому что они работали почти 24 часа в сутки в буддийской пагоде в Таиланде, которая была преобразована в морг для идентификации погибших в результате цунами. Опыт членов организации, приобретенный в Израиле в те периоды, когда они имели дело в среднем до 38 погибшими в неделю, помог израильским судебно-медицинским группам опознавать погибших быстрее, чем многие такие группы из других стран, действовавших в Таиланде после бедствия.
В феврале 2007 года «ЗАКА», по заданию Министерства обороны Израиля, направила в Париж группу в составе 10 человек, в основном, подводников для поиска пропавшего израильского официального лица.
В ноябре 2008 года добровольцы «ЗАКА» были направлены в Мумбаи после серии террористических атак в Индии (более 100 погибших), включая нападение на Еврейский центр в этом городе, в результате которого погибли 9 человек.
После разрушительного землетрясения на Гаити в 2010 году 6 добровольцев «ЗАКА» участвовали в международной команде, прибывшей в страну для поиска и спасения пострадавших. В результате их совместной работы с мексиканской военной делегацией и еврейскими волонтёрами из Мехико, в первый день после их прибытия были спасены 8 студентов, погребённых под обломками восьмиэтажного здания университета Порт-Пренс.
В начале 2011 года группы добровольцев ЗАКА участвовали в поиско-спасательных работах в Японии после землетрясения и последующего цунами.

## Признание
Преданность волонтёров «ЗАКА» своему делу и их профессионализм в сложнейших трагических ситуациях, в том числе трепетное обращение с телами погибших в результате терактов, заслужили широкое общественное признание и восхищением их работой как в Израиле, так и за его пределами. Это позволило ЗАКА привлекать больше добровольцев к своей деятельности, а с ростом денежных пожертвований закупать современное оборудование, аптечки первой помощи, машины скорой помощи, аппараты мобильной связи и мотоциклы для быстрого реагирования и доставки добровольцев к месту происшествий.
Увеличение общественной репутации и пожертвований позволили организации расширить сферу своей деятельности, и теперь, кроме спасательных работ и опознания погибших, её добровольцы оказывают помощь пожилым людям и проводят профилактическую работу по предотвращению ДТП.
В 2003 году одному из учредителей ЗАКА, Иегуде Меши-Захаву, была оказана высокая честь зажигания почетного факела на официальной церемонии в честь Дня независимости Израиля, традиционно проводящейся на горе Герцля в Иерусалиме, у места захоронения основателя современного сионизма Теодора Герцля.